# Phlibostroma quadrimaculatum
Phlibostroma quadrimaculatum is een rechtvleugelig insect uit de familie veldsprinkhanen (Acrididae). De wetenschappelijke naam van deze soort is voor het eerst geldig gepubliceerd in 1871 door Thomas.